# خمیازه‌کش‌ماهی
خمیازه‌کش‌ماهی (نام علمی: Champsodon) نام یک سرده از راسته سوف‌ماهی‌سانان است.
این تنها سرده در خانواده خمیازه‌کش‌ماهیان (Champsodontidae) است. این سرده ۱۳ گونه دارد.
خمیازه‌کش‌ماهی‌ها ماهیان کوچکی هستند با بدن کشیده و کمی فشرده که پوشیده از فلس‌های بسیار کوچک زبر و خشن است. دو عدد باله پشتی دارند که اولین باله پشتی ۴ یا ۵ عدد شعاع سخت ضعیف دارد و دومین باله ۱۹ تا ۲۱ شعاع نرم قطعه‌قطعه. باله مخرجی شبیه باله پشتی نرم است و ۱۸ تا ۱۹ شعاع نرم قطعه‌قطعه دارد. باله‌های سینه‌ای‌شان کوچک است و ۱۲ یا ۱۳ شعاع نرم دارند. باله‌های شکمی بزرگتر از باله‌های سینه‌ای و یک شعاع سخت و ۵ شعاع نرم دارد و در جلوی باله‌های سینه‌ای قرار دارد.
باله دمی خمیازه‌کش‌ماهی‌ها چنگالی و دوشاخه است و ۱۳ شعاع منشعب دارد.
دهان بزرگ و استخوان فکی یا آرواره‌ای در این خانواده نمایان است. آرواره‌ها ردیف‌هایی از دندان‌های cardiform دارند که در درون آنها ردیفی از دندان‌های بزرگتر سوزن‌مانند و فشرده دیده می‌شود. دو گروه دندان هم بر روی استخوان تیغه‌ای دارند ولی بر روی استخوان‌های کام
دندان ندارند. یک خار بلند خنجرمانند در زاویه پیش |سرپوش آبششی دارد. دو خط جانبی نامشخص با انشعابات جانبی دارد.
رنگ خمیازه‌کش‌ماهی‌ها در سطح پشتی قهوه‌ای و در پهلوها و بخش‌هایی از شکم نقره‌ای با لکه‌ها یا نوارهای تیره در برخی نمونه‌ها می‌باشد.
خمیازه‌کش‌ها ماهیان کوچک اعماق میان‌لجه‌ای (مزوپلاژیک) هستند (طول کل کمتر از ۲۰ سانتیمتر)، آنها اغلب در گروه‌های بزرگی دیده می‌شوند. ظاهراً در شب به طرف سطح بالا می‌آیند و معمولاً «طی طوفان کاملاً به طرف ساحل پرتاب می‌شوند. هیچ‌یک از گونه‌ها از نظر تجاری صید نمی‌شوند ولی اغلب همراه دیگر گونه‌های تجاری صید می‌شوند. آنها ممکن است اغلب طعمه‌های خوبی برای گونه‌هایی از تون‌ماهیان و دیگر شکارچیان سطحی باشند.